# احتجاجات الطلاب التشيليين 2011-2013

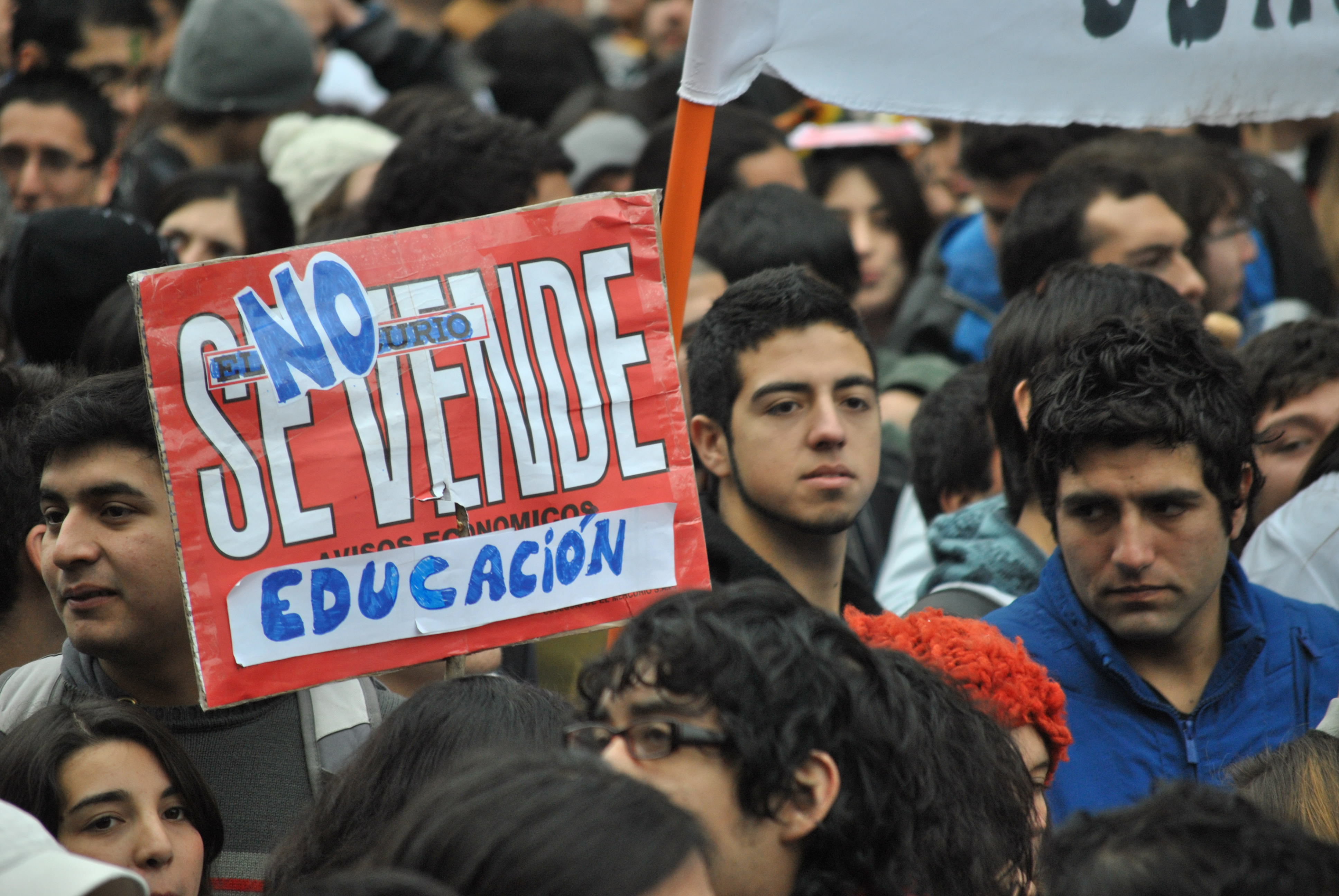
تجمع لطلبة يحملون لافتتة بالاسبانية اللغة الرسمية للبلد وفي اللافتة شعار معارضة التخلي عن التعليم العمومي

الاحتجاجات التشيلية 2011-2013 —المعروفة باسم الشتاء التشيلي (إشارةً إلى الاحتجاجات الكبيرة في أغسطس 2011) أو الصراع التعليمي في تشيلي (كما هو موصوف في وسائل الإعلام التشيلية)- سلسلة من الاحتجاجات التي قادها الطلاب في جميع أنحاء تشيلي، مطالبين بوضع إطار جديد للتعليم في البلاد، بما في ذلك مشاركة الدولة المباشرة في التعليم الثانوي ووضع حد لوجود الربح في التعليم العالي. يدرس حاليًا في تشيلي 45% فقط من طلاب المدارس الثانوية في المدارس العامة التقليدية ومعظم الجامعات خاصة أيضًا. لم تُؤسس جامعات عامة جديدة منذ نهاية الانتقال التشيلي إلى الديمقراطية عام 1990، رغم ازدياد عدد طلاب الجامعات.
وبعيدًا عن المطالب المحددة المتعلقة بالتعليم هناك شعور بأن الاحتجاجات تعكس استياءً عميقًا بين بعض أجزاء المجتمع مع ارتفاع مستوى عدم المساواة في البلاد. تضمنت الاحتجاجات مسيرات سلمية ضخمة، لكنها شملت أيضًا حجمًا كبيرًا من العنف من جانب المتظاهرين وشرطة مكافحة الشغب كذلك.
كان أول رد فعلٍ حكومي واضح على الاحتجاجات هو اقتراح إنشاء صندوق تعليميّ جديد وتعديل وزاري أقالَ وزير التعليم خواكين لافين الذي كان يُنظر إليه على أنه لا يعالج بشكل أساسي مخاوف الحركة الطلابية. كما رُفضت المقترحات الحكومية أخرى.

## الخلفية
تُعزى بداية احتجاجات 2011 في تشيلي إلى عدة أسباب، وفُسّرت على أنها نتيجة لواحد من أدنى مستويات التمويل العام في العالم للتعليم العالي، وعدم وجود نظام شامل للمنح الطلابية أو القروض المدعومة، بالإضافة إلى البطالة باعتبارها العامل المفجّر للاحتجاجات. يصف المؤرخ غابرييل سالازار الصراع الطلابي بأنه استمرار لصراع طويل بين حركات المواطنين الشعبية والديكتاتوريات المدنية والعسكرية. نسبَت بي بي سي (غضب الطلاب) إلى أن نظام التعليم في تشيلي غير عادل بشكل واضح — فهو يمنح الطلاب الأثرياء إمكانية الوصول إلى بعض أفضل المدارس في أمريكا اللاتينية بينما يتخلص من التلاميذ الفقراء بوضعهم في المدارس الحكومية المتهالكة التي تفتقر إلى التمويل.
تُرجِع العديد من الصحف والمحللين الاحتجاجات إلى ثورة عام 2006 التي حدثت أثناء وجود حكومة ميشيل باشليت، حتى زعم البعض أن طلاب المرحلة الثانوية الذين ترأسوا حركة 2006 هم نفس الطلاب الذين قادوا الاحتجاجات الطلابية في الجامعة عام 2011. دافعت باتشيليت عن حكومتها وقالت إنه في أعقاب الثورة منعتها المعارضة اليمينية من القضاء على النشاط الربحي في التعليم. وردَّ السياسي اليميني كريستيان مونكبيرغ على هذا بالقول إنه لو كانت باتشيليت قد حلّت المشكلة عام 2006، فلم يكن ليحتجّ الطلاب الآن. في 5 يونيو، لوحظ في برنامج المناقشة التليفزيوني التشيلي توليرانس سيرو أن احتجاجات الطلاب التشيليين اتبعت نمطًا دوريًا مع احتجاجات كبيرة كل 5 أو 7 سنوات.

## المطالب

### طلاب الجامعة
يمثّل (اتحاد اتحادات الطلاب التشيليين) طلاب الجامعات، وهو هيئة وطنية مكونة من حكومات طلابية في الجامعات التشيليّة بقيادة كاميلا فاليغو من جامعة تشيلي وجورجيو جاكسون من الجامعة البابوية الكاثوليكية في تشيلي. يطالب اقتراح الاتحاد، المعروف باسم الاتفاقية الاجتماعية للتعليم التشيلي بما يلي:
- زيادة دعم الدولة للجامعاتِ العامة، التي تمول أنشطتها حاليًا في الغالب من خلال الرسوم الدراسية.
- عمليات قبول أكثر إنصافًا في الجامعات المرموقة، مع تركيز أقل على الاختبارات المعيارية.
- التعليم العام مجاني، لذا فإن الوصول إلى التعليم العالي لا يعتمد على الوضع الاقتصادي للأسر.
- إنشاء وكالة حكومية لتطبيق القانون ضد الربح في التعليم العالي. يعارض الطلاب المساعدات الحكومية المباشرة (الزمالات والقسائم) وغير المباشرة (القروض المدعومة من الحكومة) للمدارس الربحية.
- عملية اعتماد أكثر جدية لتحسين الجودة وإنهاء دعم الدولة غير المباشر للمؤسسات ذات الجودة الرديئة.
- إنشاء جامعة متعددة الثقافات تلبي المطالب الفردية للطلاب.
- إلغاء قوانين تمنع مشاركة الطلاب في حوكمة الجامعات.[13]

### طلاب المدرسة الثانوية
طلاب المدارس الثانوية أقل تنظيمًا من طلاب الجامعات، مع عدم وجود اتحاد وطني. ومع ذلك، فقد تضمنت مطالبهم ما يلي:
- سيطرة الحكومة المركزية على المدارس العامة الثانوية والابتدائية، لتحل محل النظام الحالي للسيطرة البلدية.
- نظام القسيمة المدرسية في تشيلي في مرحلة ما قبل المدرسة والمستويات الابتدائية والثانوية ينطبق فقط على المدارس غير الربحية. انتقد باحثون مثل مارتن كارنوي النظام التشيلي، على الرغم من الدفاع عنه من قبل الباحثين المرتبطين بمؤسسة التراث المحافظة،[14] وألقوا باللوم عليه في التفاوتات الهائلة في جميع أنحاء النظام التعليمي التشيلي، والتي تقاس بمعايير منظمة التعاون الاقتصادي والتنمية.
- الزيادات في الإنفاق الحكومي. تنفق تشيلي 4.4% فقط من الناتج المحلي الإجمالي على التعليم، مقارنة بـ 7% من الناتج المحلي الإجمالي الذي أوصت به الأمم المتحدة للدول المتقدمة.[15] بالإضافة إلى ذلك، تحتل تشيلي المرتبة الثانية بعد بيرو فقط في الفصل التعليمي من بين 65 دولة تخضع للاختبارات المعيارية. أطلق باحث التعليم التشيلي البارز ماريو ويسبلوث على النظام التشيلي الفصل العنصري التعليمي.[16]
- استخدام حافلات الطلاب على مدار العام.
- تطوير المزيد من المدارس الثانوية المهنية.
- تضررت إعادة بناء المدارس خلال زلزال تشيلي عام 2010.
- رواتب أعلى للمعلمين وخطة وطنية لاستقطاب أفضل المواهب للمهنة ورفع مكانتها الاجتماعية.[13]

بالإضافة إلى ذلك، دعت بعض قطاعات الحركة الطلابية إلى تغييرات إضافية، مثل تعديل دستوري يضمن جودة التعليم، وزيادة معدل الضريبة لأصحابِ الدخول الأعلى (وهو منخفض مقارنة ببلدان منظمة التعاون الاقتصادي والتنمية)، ضرائب أعلى للأجانب أو إعادة تأميم موارد النحاس في تشيلي.

## انهيار المفاوضات أكتوبر
في أكتوبر، انخرط ممثّلو الطلاب في مفاوضات مع ممثلي الحكومة برئاسة وزير التعليم فيليبي بولنس. انسحب الطلاب من المفاوضات في 5 أكتوبر مشيرين إلى أن الحكومة لم تقترح سوى نسخة محسنة من اقتراح (غين) من يوليو، وهو أمر اعتبره الطلاب استفزازًا. وقالت كاميلا فاليغو إن الحكومة هي التي قطعت المفاوضات لعدم امتلاكها الإرادة السياسية والقدرة على تلبية مطالب البلاد. أفاد الطلاب أن الوزير فيليبي بولنس هاجم ديفيد أوريا أثناء المفاوضات قائلًا له: أتيتَ إلى هنا لتخريب المفاوضات، أنت في موقف معادي. في اجتماع عُقد في حرم البناء التابع للجامعة الجنوبية في تشيلي، وجه ممثل اتحاد طلاب الجامعات التشيلية ديفيد أوريا دعوة إلى تطرف الحركة والاستعداد للأوقات الصعبة.

## تغييرات القيادة

### 2012
في أبريل 2012، اقترح وزير التعليم هارالد باير خطة تمويل جامعية جديدة، والتي من شأنها إزالة بنوك القطاع الخاص من عملية منح قروض الطلاب وخفض أسعار الفائدة على القروض من ستة إلى اثنين في المائة. رفض غابرييل بوريك، رئيس اتحاد طلاب جامعة تشيلي، الخطة قائلًا: لا نريد مقايضة الديون بالديون، وهو ما تعرضه علينا الحكومة.
نُظّم إضراب طلابي وطني في 28 يونيو. وتميز الإضراب بمسيرة في سانتياغو شارك فيها 150 ألف شخص، بحسب منظمي المظاهرة.
في أغسطس 2012، احتل الطلاب عددًا من المدارس والجامعات، احتل طلاب الثانوية أيضًا مقعد اليونسكو في سانتياغو بهدف التحدث ضد قانون هاينز بيتر في الأمم المتحدة. ورفض المتحدث باسم الحكومة أندريس تشادويك مطالب الطلاب.

### 2013
فازت ميشيل باتشيليت، عضو الحزب الاشتراكي التشيلي والمرشحة لتحالف اليسار، في الانتخابات الرئاسية لعام 2013 مشيرة إلى أن الهدف الرئيسي لتحالف الأغلبية الجديدة سيكون تحقيق وإنشاء نظام تعليمي شامل وحر في إطار زمني مدته ست سنوات. في هذه الأثناء، عُقدت انتخابات البرلمان التشيلي، إذ انتُخب كل من كاميلا فاليغو وغابرييل بوريك كأعضاء في البرلمان، أحدهما عن الحزب الشيوعي التشيلي والآخر عن حزب اليسار المستقل. كما إن منصب رئيس اتحاد طلاب جامعة تشيلي، يشغله الآن عضو منظمة طلابية أناركية (اتحاد الطلاب التحرريين)، ميليسا سيبولفيدا، وهي طالبة طب.